# Le Mystère des balles fantômes
Pour plus de détails, voir Fiche technique et Distribution.
Le Mystère des balles fantômes (消失的子彈, Xiao shi de zi dan) est un film policier sino-hongkongais co-écrit et réalisé par Law Chi-leung (en) et sorti en 2012.
Il se déroule dans les années 1930 et suit deux policiers enquêtant sur une série de meurtres étranges dans lesquels les balles utilisées semblent disparaître. Tourné à Shanghai, il totalise 25 280 000 US$ de recettes en Chine et est le huitième plus gros succès chinois de 2012.
Sa suite, The Vanished Murderer, sort en 2015.

## Synopsis
Ding (Liu Kai-chi), l'autorité propriétaire d'une usine de munition du comté de Tiancheng, intimide ses employés pour les garder concentrés, ce qui conduit au « suicide » public à la roulette russe d'une employée accusée d'avoir volé une boîte de balles. Une malédiction parlant d'un certain « Fantôme des balles » est retrouvée écrite en rouge sur les murs de l'usine et les ouvriers reçoivent l'ordre de vite l'effacer. Les décès suivants dus à des « balles fantômes » qui ne sont jamais retrouvées, ayant apparemment disparues, suggèrent que l'usine est réellement maudite. Song Donglu (Lau Ching-wan), un inspecteur nouvellement promu et à la personnalité légèrement excentrique, est convoqué par le chef de la police de Tiancheng, Jin (Wu Gang (en)), pour faire équipe avec Guo Zhui (Nicholas Tse), le « tireur le plus rapide de Tiancheng », et la nouvelle recrue Xiaowu (Jing Boran), pour enquêter sur ces meurtres mystérieux.

## Fiche technique
- Titre original : 消失的子彈
- Titre français : Le Mystère des balles fantômes
- Réalisation : Law Chi-leung (en)
- Scénario : Law Chi-leung (en) et Yeung Sin-ling
- Photographie : Chan Chi-ying
- Montage : Kong Chi-leung et Ron Chan
- Musique : Teddy Robin et Tommy Wai
- Production : Derek Yee, Mandy Law, Zhang Zhao, Albert Lee, Shan Dongbing et Catherine Hun
- Sociétés de production : Emperor Motion Pictures (en), Film Unlimited et Le Vision Pictures (en)
- Société de distribution : Emperor Motion Pictures
- Pays d’origine :  Chine et  Hong Kong
- Langue originale : cantonais et mandarin
- Format : couleur
- Genres : policier
- Durée : 108 minutes
- Date de sortie :
  -  Chine : 14 août 2012
  -  Hong Kong : 13 septembre 2012
  -  Singapour : 11 octobre 2012
  -  Taïwan : 9 novembre 2012

## Distribution
- Nicholas Tse : Le capitaine Guo Zhui
- Lau Ching-wan : L'inspecteur Song Donglu[5]
- Yang Mi : Petite Alouette, une diseuse de bonne aventure
- Liu Kai-chi : Ding, le directeur d'une usine de munition
- Jing Boran : Xiaowu, une nouvelle recrue de la police
- Yumiko Cheng (en) : Li Jia, une médecin légiste
- Wang Ziyi : Wang Hai, une employée de l'usine.
- Wu Gang (en) : Jin, le chef de la police de Tiancheng
- Xuxu ; Yan, l'employée qui se suicide[6]
- Liu Yang : Chen Qi, un contremaître de Ding
- Jiang Yiyan : Fu Yuan, une femme accusée d'avoir tuée son mari
- Chin Ka-lok : Le mari de Fu Yuan
- Gao Hu : Un officier de la police
- Johnson Yuen
- Benz Kong
- Lu Kai

## Critical reception
Au 23 octobre 2012, sur Rotten Tomatoes, le film avait reçu une note de 92% sur la base de 12 avis, avec une moyenne de 6,9/10. Sur Metacritic, il est noté 65 sur 100 sur la base de 4 avis.
Le Mystère des balles fantômes reçoit généralement des critiques positives. Frank Scheck de The Hollywood Reporter écrit que le thriller « possède une intrigue diaboliquement intelligente et des éléments de production magnifiques ». Chuck Bowen de Slant Magazine salue le film pour avoir « un tonus efficace contre la fatigue des films d'été ». Simon Foster de SBS donne au film la note de 3 étoiles sur 5. Ken Eisner de The Georgia Straight (en) écrit qu'il s'agit d'un « thriller policier d'une beauté frappante » Robert Abele du Los Angeles Times est l'un de ceux qui ont donné une critique négative, concluant qu'il n'avait « pas d'histoire mais beaucoup d'action » et était « visuellement époustouflant mais émotionnellement vide », critiquant la « surabondance d'effets visuels ». Beaucoup de critiques considèrent que le film a été influencé par Sherlock Holmes (2009) de Guy Ritchie,, en particulier pour le duo de Song et Guo qui est comparé à celui de Sherlock Holmes et du Dr Watson.

## Box-office
Le Mystère des balles fantômes récolte 8 016 951 HK$ au box-office hongkongais.
Il sort officiellement en Amérique du Nord le 31 août 2012. Selon le site Box Office Mojo, le film récolte 43 444 US$ lors de son premier week-end, et totalise 117 629 US$ de recettes au 27 septembre 2012.

## Prix et nominations
| Cérémonie                               | Date             | Catégorie                        | Récipiendaire                      | Issue      |
| --------------------------------------- | ---------------- | -------------------------------- | ---------------------------------- | ---------- |
| 49e cérémonie des Golden Horse Awards   | 24 novembre 2012 | Meilleur long métrage            | Le Mystère des balles fantômes     | Nomination |
| 49e cérémonie des Golden Horse Awards   | 24 novembre 2012 | Meilleurs costumes               | Cheung Sai-kit                     | Lauréat    |
| 9e cérémonie des Huading Awards         | 10 avril 2013    | Meilleur acteur                  | Nicholas Tse                       | Lauréat    |
| 9e cérémonie des Huading Awards         | 10 avril 2013    | Meilleur scénario                | Law Chi-leung (en), Yeung Sin-ling | Lauréat    |
| 32e cérémonie des Hong Kong Film Awards | 13 avril 2013    | Meilleur film                    | Le Mystère des balles fantômes     | Nomination |
| 32e cérémonie des Hong Kong Film Awards | 13 avril 2013    | Meilleur réalisateur             | Law Chi-leung                      | Nomination |
| 32e cérémonie des Hong Kong Film Awards | 13 avril 2013    | Meilleur scénario                | Law Chi-leung, Yeung Sin-ling      | Nomination |
| 32e cérémonie des Hong Kong Film Awards | 13 avril 2013    | Meilleur acteur                  | Lau Ching-wan                      | Nomination |
| 32e cérémonie des Hong Kong Film Awards | 13 avril 2013    | Meilleur second rôle masculin    | Liu Kai-chi                        | Nomination |
| 32e cérémonie des Hong Kong Film Awards | 13 avril 2013    | Meilleur second rôle féminin     | Jiang Yiyan                        | Nomination |
| 32e cérémonie des Hong Kong Film Awards | 13 avril 2013    | Melleure bande originale         | Teddy Robin, Tommy Wai             | Nomination |
| 32e cérémonie des Hong Kong Film Awards | 13 avril 2013    | Meilleur son                     | Phyllis Cheng                      | Nomination |
| 32e cérémonie des Hong Kong Film Awards | 13 avril 2013    | Meilleure photographie           | Chan Chi-ying                      | Nomination |
| 32e cérémonie des Hong Kong Film Awards | 13 avril 2013    | Meilleur montage                 | Kong Chi-leung, Ron Chan           | Nomination |
| 32e cérémonie des Hong Kong Film Awards | 13 avril 2013    | Meilleure direction artistique   | Silver Cheung, Lee Kin-wai         | Nomination |
| 32e cérémonie des Hong Kong Film Awards | 13 avril 2013    | Meilleurs costumes et maquillage | Silver Cheung                      | Nomination |